# Pseudomantria
Pseudomantria is een geslacht van vlinders van de familie slakrupsvlinders (Limacodidae).

## Soorten
- P. flava Bethune-Baker, 1911
- P. flavissima Hering, 1928
- P. seminigra Fletcher D. S., 1968